# Axel Malm
Axel Gustaf Malm, född 2 juni 1888 i Stockholm, död 21 juli 1965 i Västerleds församling i Stockholm, var en svensk kompositör, musikpedagog, professor och lärare vid Kungliga Musikhögskolan i Stockholm.
Malm stod också för undervisningen i hornmusik för eleverna (100 % gossar) i vad som på den tiden hette Nya Maria skola och Gamla Maria skola. Han komponerade bland annat två marscher som ingick i musikkårens repertoar: "Musikpojkarnas marsch" och "Barnavännernas marsch".
Malm är begravd på Sandsborgskyrkogården i Stockholm.

## Filmmusik
- 1941 – Dunungen

## Priser och utmärkelser
- 1947 – Ledamot nr 650 av Kungliga Musikaliska Akademien
- 1958 – Medaljen för tonkonstens främjande